# MusicBrainz
 (décembre 2018).
MusicBrainz est une base de connaissance musicale collaborative et librement diffusable. Elle référence des enregistrements d'œuvres, et non des œuvres en elles-mêmes. MusicBrainz a une existence légale au travers de MetaBrainz (voir encadré).
En 2023, la base de données comprend des données sur plus de 2 millions d’artistes ou groupes, plus de 3 millions de parutions, et plus de 200 000 labels.

## Motivation
Comme le projet freedb, MusicBrainz a été créé à la suite du changement des conditions d'accès aux données de CDDB de la société Gracenote. L'objectif était de fournir un service similaire mais dont les données resteraient libres. MusicBrainz se différencie cependant de freedb dans son choix d'un algorithme plus précis pour le calcul de l'identifiant disque unique (nommé DiscId), et par le mode de contribution des données. Là où freedb reproduit le modèle de CDDB, consistant à soumettre immédiatement les données d'un disque, sans contrôle ni possibilité de faire des corrections ultérieures, MusicBrainz met en place un système d'édition modérée où chaque changement est soumis aux votes des autres contributeurs.

## Description technique
En pratique, il s'agit d'une base de données en ligne, et contenant les types d'enregistrements suivants :
- albums (ou releases) : il s'agit des descriptifs d'enregistrements de type CD, albums distribués sur internet, vinyles... Les albums sont attribués à un ou plusieurs artistes (compositeurs), et sont accompagnés de dates et pays de sortie publique ;
- artistes : ce sont par exemple des interprètes et des compositeurs. Il peut s'agir de groupes, comme de personnes ;
- labels : il s'agit des sociétés éditrices de disques et CD ;
- pistes : une piste est un morceau enregistré et faisant partie d'un album. Elle est constituée d'un titre, d'une durée, d'un numéro d'ordre sur le support, et éventuellement d'une empreinte numérique unique ;
- relations : relations entre artistes (parenté, affiliation à un groupe...), entre artistes et albums (arrangement, interprétation…), entre albums (version remasterisée, ...), entre artiste et pistes, et entre pistes (une piste peut se voir affecter pratiquement les mêmes relations qu'un album).

On peut accéder à cette base de données par le biais de services web XML ouverts à tous. Ses données sont maintenues par des utilisateurs bénévoles. Le site Web musicbrainz.org offre tous les outils nécessaires à l'édition des données, au vote des modifications, et à la communication entre utilisateurs. 
Le site comme la base de données sont développés par des utilisateurs bénévoles. L'hébergement, les machines, sont payés par MetaBrainz, grâce aux dons reçus, et au produit des ventes des données aux entreprises en faisant une utilisation commerciale (voir site web pour la liste de ces entreprises).
La fondation MetaBrainz compte parmi ses entreprises clientes BBC, Amazon (pour sa nouvelle plateforme musicale SoundUnwound), Last.fm ou encore Spotify.

## Logiciel clients

### Picard

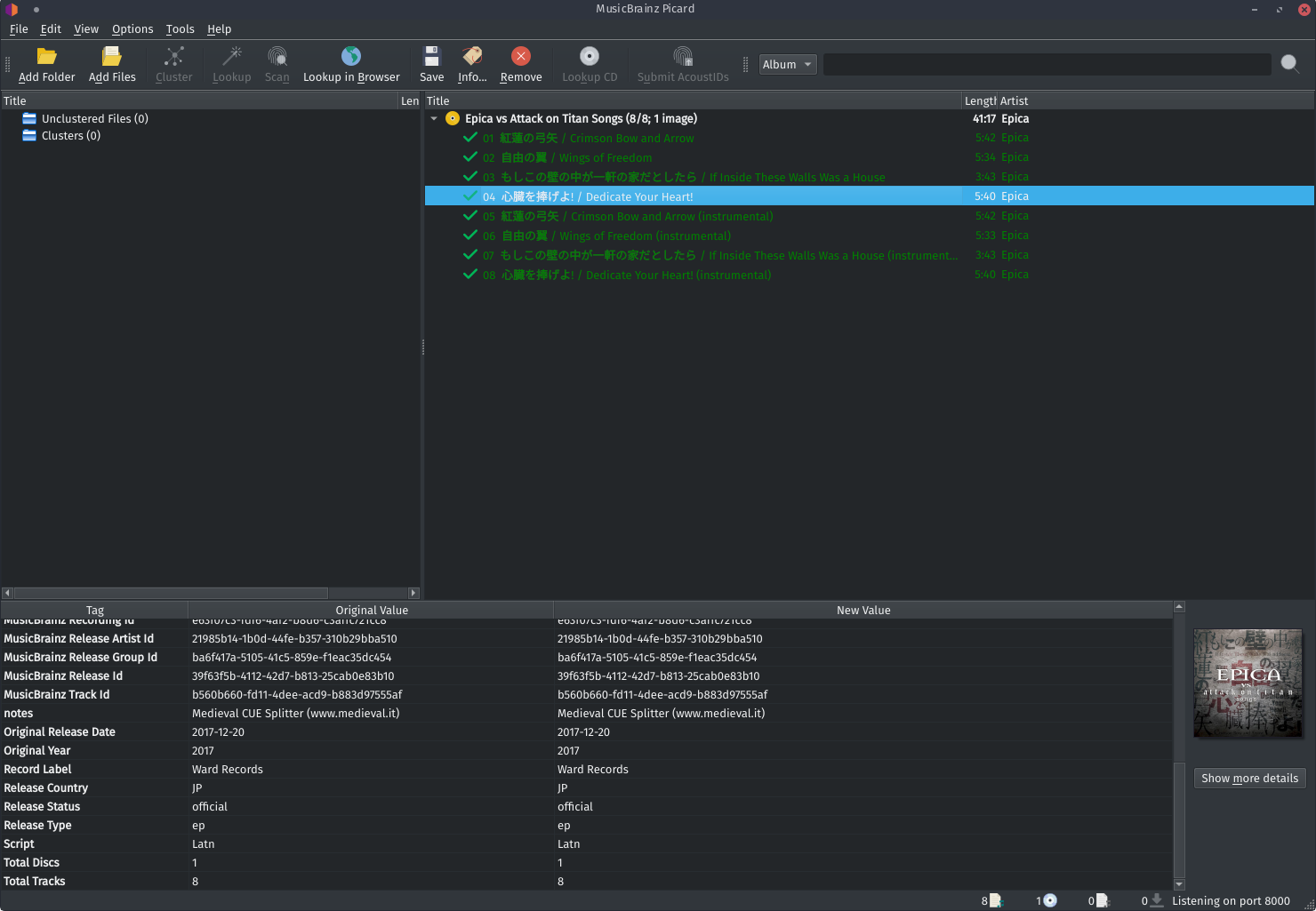
MusicBrainz Picard

MusicBrainz fournit un logiciel nommé Picard. Picard permet l'identification des fichiers audio qui lui sont soumis et le remplissage automatique des tags ID3 de ces fichiers. Pour ce faire, Picard analyse la « signature » de ces fichiers et la compare à la base de données en ligne. Cette signature est déterminée par le son contenu dans le fichier et non dans les métadonnées qui lui sont déjà associées.[à vérifier] Picard permet également à l'utilisateur de soumettre les nouvelles informations à MusicBrainz pour l'enrichir.
Picard est multiplateforme, supporte l'unicode et intègre un système de plugins qui permet d'étendre ses fonctionnalités.
Il utilise une technologie d'empreintes numériques de type PUID.

### Tagger
Picard remplace un logiciel plus ancien, Tagger qui utilisait une autre technologie d'empreintes numériques de type TRM par MusicBrainz, jugée obsolète. Tagger ne gérait pas convenablement les caractères non-latins (Cyrillique, Thaï, Japonais...) et les remplaçait par des caractères illisibles. Le logiciel Tagger n'est plus utilisable depuis février 2008. MusicBrainz souhaite que le logiciel Picard soit son remplaçant et n'utiliser dorénavant que des empreintes numériques de type PUID.

## Maintenance des données
Les données de MusicBrainz sont maintenues par qui le désire, à condition d'ouvrir un compte utilisateur (gratuit). La majorité des modifications sont soumises au vote, afin d'en vérifier l'exactitude mais aussi d'en vérifier la forme. En effet, les titres, les noms propres, les relations entre entités, font l'objet d'une nomenclature destinée à prévenir la création de doublons, et à faciliter le classement et la recherche des données.

## Communauté MusicBrainz
Les utilisateurs de MusicBrainz peuvent communiquer via mailing list, IRC, forum et annotations laissées lors des votes de modifications. Certains utilisateurs expérimentés deviennent auto-éditeurs (modérateurs, en quelque sorte), sur proposition et vote de leurs pairs.

## MetaBrainz
MetaBrainz est l'entité légale associée au projet d'encyclopédie musicale MusicBrainz. 
MetaBrainz a été fondé en 2004 par Robert Kaye (fondateur du projet MusicBrainz), afin de permettre une utilisation commerciale des données de l'encyclopédie en ligne MusicBrainz. Cette utilisation commerciale ne concerne pas le grand public qui peut librement accéder aux données. Enfin, le but de cette utilisation commerciale est de financer une partie des charges imputables au projet MusicBrainz.
MetaBrainz prend en charge les aspects suivants :
- Aspects légaux
- Aspects financiers
- Aspects commerciaux (accès aux données pour utilisation commerciale)